# Philip Kotler
Philip Kotler (sinh ngày 27 tháng 5 năm 1931 tại Chicago, Hoa Kỳ) là giáo sư marketing nổi tiếng thế giới; "cha đẻ" của marketing hiện đại, được xem là huyền thoại duy nhất về marketing, ông tổ của tiếp thị hiện đại thế giới, một trong bốn "Nhà quản trị vĩ đại nhất mọi thời đại" cùng với Peter Drucker, Jack Welch và Bill Gates (theo bình chọn của Financial Times). Ông là giáo sư của Trường Đại học Northwestern, Hoa Kỳ; là chuyên gia hàng đầu của Tập đoàn tiếp thị Kotler trong lĩnh vực hoạch định chiến lược marketing, và là giáo sư tại các trường đại học như Johnson & son, Viện Marketing Kellogg. Ông đã từng tư vấn cho nhiều chính phủ và các công ty nổi tiếng trên thế giới như IBM, General Electric, AT&T, Honeywell, Bank of America, v.v... Những nguyên lý và phương pháp tiếp thị của ông được tiếp nhận, áp dụng rộng rãi trong giới kinh doanh toàn cầu.
Cái tên của Philip Kotler đã trở nên đồng nghĩa với tiếp thị, một chuyên gia hàng đầu của Kotler Marketing Group trong lĩnh vực hoạch định chiến lược marketing. Ông được hàng triệu người trên thế giới biết đến như một chuyên gia cừ khôi trong lĩnh vực marketing, một thuyết trình viên cao cấp, tác giả hoặc đồng tác giả của hơn 100 cuốn sách và bài báo chuyên về marketing và quản trị kinh doanh; trong đó có Marketing Management (ấn hành lần đầu năm 1967), một trong những cuốn sách kinh điển nhất của ngành tiếp thị và gối đầu giường giới quản trị kinh doanh thế giới. Những cuốn sách của ông đã được bán trên ba triệu bản bằng 20 thứ tiếng và được coi như kinh thánh về tiếp thị tại 58 quốc gia trên thế giới.

## Sự nghiệp
Philip Kotler tốt nghiệp Thạc sĩ Kinh tế tại Đại học Chicago và Tiến sĩ Kinh tế tại học viện Công nghệ Massachusetts (MIT), sau đó ông làm postdoc về Toán học tại Đại học Harvard và về Hành vi học tại Đại học Chicago. Ông nghiên cứu nhiều công trình về đề tài liên quan (Principles of marketing; Marketing models; Strategic marketing for non-profit organizations; The new competition; High visibility; Social marketing; Marketing places; Marketing for congregations; Marketing for hospitality and tourism; The marketing of nations; Kotler on marketing,...); và là người đầu tiên nhận giải nhà giáo dục tiếp thị xuất sắc (1985) của Hiệp hội Tiếp thị Hoa Kỳ (AMA).
Kotler là người đi tiên phong trong việc phổ biến khái niệm "marketing xã hội" (social marketing) và "trách nhiệm xã hội của marketing" - Những tư tưởng này có ảnh hưởng rất sâu rộng đến giới kinh doanh trên toàn thế giới trong suốt nhiều thập niên. Qua đó cũng đã góp phần xây dựng một nền kinh doanh nhân bản hơn và kiến tạo một xã hội toàn cầu tốt đẹp hoàn hảo hơn.

## Lý thuyết tiếp thị của Philip Kotler
Chiến lược tiếp thị thời khủng hoảng
1. Hiểu khách hàng mục tiêu và giải quyết những vấn đề của họ theo cách tốt hơn so với những đối thủ cạnh tranh;
2. Xây dựng cam kết của nhãn hiệu và cam kết đó phải được truyền tải tới xã hội thông qua mọi thành viên trong mạng lưới kinh doanh của bạn (người làm thuê, nhà phân phối, nhà cung cấp);
3. Liên tục cải tiến sản phẩm, dịch vụ và chuỗi cung ứng hàng hóa.[3]

Marketing hiện đại
1. Nhu cầu đặc biệt của khách hàng ngày càng gia tăng;
2. Các kênh truyền thông mới;
3. Cạnh tranh ngày càng khốc liệt hơn;
4. Vòng đời sản phẩm ngắn hơn;
5. Luật pháp ngày càng chặt chẽ hơn.

Trách nhiệm xã hội của marketingMarketing xã hội có thể được hiểu là việc truyền bá hình mẫu cuộc sống, giúp con người sống tốt hơn, khỏe mạnh hơn (thực phẩm an toàn, thể thao lành mạnh,...) hoặc tuyên truyền giúp con người từ bỏ các thói quen có hại cho sức khỏe (hút thuốc lá, sử dụng heroin,...). Các doanh nghiệp cần phân biệt rõ việc đáp ứng nhu cầu cá nhân và nhu cầu xã hội của người tiêu dùng. Ví dụ, hút thuốc lá có thể mang lại cảm giác mãn nguyện đối với một cá nhân nào đó, nhưng nó sẽ làm ảnh hưởng xấu đến sức khỏe của những người xung quanh; và đương nhiên là điều đó tạo ra gánh nặng cho xã hội trong lĩnh vực chăm sóc y tế cộng đồng.
Tương lai của marketing
1. Khuynh hướng lớn nhất – marketing luôn phải vận động để bắt mạch kịp nhu cầu của xã hội. Nhiều doanh nghiệp dành hẳn ra những bộ phận chuyên biệt để tham gia vào cuộc chiến thương hiệu;
2. Xu hướng thứ hai - marketing ngày càng được định hướng theo góc độ tài chính, nghĩa là tiếp thị cần biết rõ nguồn lực đầu tư được phân bổ đi đâu, kênh phân bổ hàng hóa nào được coi là khả thi nhất và mang lại hiệu quả cao nhất để từ đó loại bỏ các kênh ít khả thi;
3. Xu hướng thứ ba – marketing ngày càng mang tính kỹ thuật hơn. Các chuyên gia tiếp thị ngày càng có xu hướng sử dụng các bảng biểu mà thông qua đó, ai cũng có thể nhìn thấy tiến độ công việc diễn ra trong doanh nghiệp từng thời điểm (hàng ngày, hàng tháng, hàng quý,...).